# Теофания
Теофа́ния или Феофа́ния (Богоявление: от др.-греч. θεοφάνια = θεός — «бог, божество» + φαίνω — «светить(ся), являть, показывать, обнаруживать») — непосредственное явление божества в различных религиях.
От этого понятия образовались имена Феофания и Феофан.

## Теофания в политеистичных религиях
Теофания типична для большинства как политеистических, так и монотеистических религий. Так, теофания обычна для религии и мифологии древней Греции: в творчестве Гомера олимпийские боги непосредственно являются людям и вмешиваются в ход Троянской войны, многие герои ведут свой род непосредственно от богов и богинь, сочетавшихся со смертными женщинами (Геракл) или мужчинами (Эней). В античной культуре теофания вошла как в религиозную практику (например, в Дельфах отмечались ежегодные теофании Аполлона, посвящённые его рождению и явлению людям), так и в литературную и театральную традицию (теофания Артемиды в финале драмы «Ипполит» Эврипида, традиция deus ex machina в античной драматургии и т. п.).

## Теофания в Ветхом и Новом Заветах
В иудаизме и ветхозаветной традиции Бог-Яхве, в отличие от эллинистических религий, не принимает антропоморфную форму, поэтому теофания в Ветхом Завете символизирована: Бог является как пророкам, так и, в некоторых случаях, народу, в опосредованном явлениями природы виде, причём существуют избранные места теофаний (горы Синай и Феман, города Сихем и Силом):

Гора же Синай вся дымилась от того, что Господь сошёл на неё в огне; и восходил от неё дым, как дым из печи, и вся гора сильно колебалась; и звук трубный становился сильнее и сильнее. Моисей говорил, и Бог отвечал ему голосом. (Исх. 19:18)

В Новом Завете антропоморфной теофанией является как вся земная жизнь Иисуса Христа, так и Его явления после Воскресения.
Примером  не антропоморфной теофании ветхозаветного типа в христианстве является Пятидесятница — снисхождение Святого Духа на апостолов:

И внезапно сделался шум с неба, как бы от несущегося сильного ветра, и наполнил весь дом, где они находились. И явились им разделяющиеся языки, как бы огненные, и почили по одному на каждом из них.
(Деян. 2:2-3)

Обе теофании весьма сходны: ветхозаветная празднуется в иудаизме как Шавуот, отмечаемый на 50-й день после Песаха, новозаветная — как День Святой Троицы, отмечаемый на 50-й день после Пасхи. Иоанн Павел II отмечает сходство обеих теофаний — как в их проявлениях, так и символизме: Синайская теофания знаменовала дарование ветхозаветных законов народу Израиля, иерусалимская теофания — рождение апостольской церкви и «народа Божия».

## Праздник Теофании
Ранние христианские культы заимствовали обрядовость как в иудейской традиции синагогального богослужения, так и в эллинистических культах. Праздник Теофании первоначально был близок скорее к эллинистической, чем к собственно раннехристианской эсхатологической идеологии: именно для эллинизма и римской традиции были характерны празднования дней рождения (как в случае дельфийских теофаний), для ранних христиан днями рождения к новой, небесной жизни (лат. dies natales) были даты их смерти.
Впервые празднование Теофании (одновременно с Рождеством Христовым) появилось в гностических общинах II века н. э. — именно гностицизм с его попыткой объединения эллинистических культов с христианством привнёс античную традицию прославления рождения в христианство: эта традиция была воспринята восточными церквями и одновременное празднование теофании и Рождества продолжалось до IV — начала V вв. н. э. В «Апостольских постановлениях» (греч. Λιαταγαί των αγιων αποστόλων, лат. Constitutiones apostolicae, IV—V в.) упоминается отдельный от Рождества праздник Теофании (Эпифании) как праздник нисхождения Бога на землю, однако в этом источнике праздник связывается не только с крещением, но и с поклонением волхвов, чуде в Кане Галилейской и другими эпизодами новозаветных теофаний.
В современном православии Феофания (Богоявление) — один из двунадесятых православных праздников. Празднуется Крещение Господне, когда была ясно явлена вся Пресвятая Троица — Бог Сын крестился, Бог Отец свидетельствовал Его своим гласом, а Бог Дух Святой сошёл на Него в виде голубя.
Иначе обстоит дело в Древневосточных церквях (например, в Армянской апостольской церкви), в которых сохраняется традиция восточных церквей IV в. и праздник Эпифании (Теофании) празднуется одновременно с Рождеством 6 января.